# Communauté de communes du Val d'Autize
La communauté de communes du Val d'Autize est une ancienne communauté de communes française, située dans le département des Deux-Sèvres, en région Poitou-Charentes.

## Historique
La communauté de communes du Val d'Autize est dissoute le 31 décembre 2009. Ses communes, ainsi que celles de la communauté de communes de l'Orée de Gâtine, rejoignent au 1er janvier 2010 une nouvelle intercommunalité, la communauté de communes Gâtine-Autize.
La communauté de communes du Val d'Autize représentait une population municipale de 7 094 habitants (selon le recensement de 2009), sur un territoire de 138,58 km2.

## Composition
Elle était composée des neuf communes suivantes :
- Ardin
- Béceleuf
- Coulonges-sur-l'Autize
- Faye-sur-Ardin
- Puihardy
- Saint-Laurs
- Saint-Maixent-de-Beugné
- Saint-Pompain
- Scillé

La commune de Scillé était géographiquement séparée des huit autres par les quatre communes composant la communauté de communes de l'Orée de Gâtine.